# Eleocharis welwitschii
Eleocharis welwitschii är en halvgräsart som beskrevs av Ernest Nelmes. Eleocharis welwitschii ingår i släktet småsäv, och familjen halvgräs. Inga underarter finns listade i Catalogue of Life.